# Olibrus liquidus
Olibrus liquidus är en skalbaggsart som beskrevs av Wilhelm Ferdinand Erichson 1845. Olibrus liquidus ingår i släktet Olibrus, och familjen sotsvampbaggar. Arten har ej påträffats i Sverige.